# Pseudoleskea annamensis
Pseudoleskea annamensis là một loài Rêu trong họ Leskeaceae. Loài này được (Broth. & Paris) Dixon miêu tả khoa học đầu tiên năm 1937.